# Australia en los Juegos Paralímpicos de Barcelona 1992
Australia estuvo representada en los Juegos Paralímpicos de Barcelona 1992 por un total de 134 deportistas, 93 hombres y 41 mujeres.

## Medallistas
El equipo paralímpico australiano obtuvo las siguientes medallas:
| Nombre                                                    | Deporte      | Evento                           |
| --------------------------------------------------------- | ------------ | -------------------------------- |
| Oro                                                       |              |                                  |
| Louise Sauvage                                            | Atletismo    | 100 m TW4 femenino               |
| Louise Sauvage                                            | Atletismo    | 200 m TW4 femenino               |
| Louise Sauvage                                            | Atletismo    | 400 m TW4 femenino               |
| Alison Quinn                                              | Atletismo    | 100 m C7-8 femenino              |
| Alison Quinn                                              | Atletismo    | 200 m C7-8 femenino              |
| Donna Smith                                               | Atletismo    | Jabalina THS2 femenino           |
| Jodi Willis-Roberts                                       | Atletismo    | Peso B2 femenino                 |
| Russell Short                                             | Atletismo    | Disco B3 masculino               |
| Russell Short                                             | Atletismo    | Peso B3 masculino                |
| John Lindsay                                              | Atletismo    | 200 m TW3 masculino              |
| Bruce Wallrodt                                            | Atletismo    | Jabalina THW4 masculino          |
| Darren Thrupp                                             | Atletismo    | Salto de longitud C7-8 masculino |
| Neil Fuller Allan Butler Karl Feifar Rodney Nugent        | Atletismo    | 4 × 100 m TS2,4 masculino        |
| Brian McNicholl                                           | Halterofilia | –90 kg masculino                 |
| Priya Cooper                                              | Natación     | 50 m libre S8 femenino           |
| Priya Cooper                                              | Natación     | 100 m libre S8 femenino          |
| Priya Cooper                                              | Natación     | 200 m estilos SM6-7 femenino     |
| Anne Currie                                               | Natación     | 100 m libre S6 femenino          |
| Anne Currie                                               | Natación     | 200 m libre S6 femenino          |
| Tracey Cross                                              | Natación     | 100 m libre B1 femenino          |
| Tracey Cross                                              | Natación     | 400 m libre B1 femenino          |
| Tracy Barrell                                             | Natación     | 50 m mariposa S3-4 femenino      |
| Mandy Maywood                                             | Natación     | 100 m braza B3 femenino          |
| Tracy Barrell Catherine Huggett Anne Currie Sandra Yaxley | Natación     | 4 × 50 m libre S1-6 femenino     |
| Plata                                                     |              |                                  |
| Marsha Green                                              | Atletismo    | 200 m B2 femenino                |
| Louise Sauvage                                            | Atletismo    | 800 m TW4 femenino               |
| Jodi Willis-Roberts                                       | Atletismo    | Disco B2 femenino                |
| Donna Smith                                               | Atletismo    | Peso THS2 femenino               |
| Neil Fuller                                               | Atletismo    | 200 m TS2 masculino              |
| Neil Fuller                                               | Atletismo    | 400 m TS2 masculino              |
| Bruce Wallrodt                                            | Atletismo    | Disco THW4 masculino             |
| Bruce Wallrodt                                            | Atletismo    | Peso THW4 masculino              |
| John Lindsay                                              | Atletismo    | 100 m TW3 masculino              |
| John Eden                                                 | Atletismo    | Disco THS2 masculino             |
| Terry Giddy                                               | Atletismo    | Disco THW6 masculino             |
| Tony Head                                                 | Atletismo    | Jabalina THS3 masculino          |
| Karl Feifar                                               | Atletismo    | Salto de longitud J2 masculino   |
| Kerrod McGregor                                           | Atletismo    | Pentatlón PS3 masculino          |
| Fabian Blattman Alan Dufty Greg Smith Vincenzo Vallelonga | Atletismo    | 4 × 100 m TW1-2 masculino        |
| Kelly Barnes                                              | Natación     | 100 m mariposa S9 femenino       |
| Kelly Barnes                                              | Natación     | 200 m estilos SM9 femenino       |
| Tracey Cross                                              | Natación     | 100 m espalda B1 femenino        |
| Tracey Cross                                              | Natación     | 200 m estilos B1 femenino        |
| Priya Cooper                                              | Natación     | 100 m espalda S8 femenino        |
| Priya Cooper                                              | Natación     | 400 m libre S8 femenino          |
| Judith Young                                              | Natación     | 50 m libre S10 femenino          |
| Danae Sweetapple                                          | Natación     | 100 m libre B2 femenino          |
| Kingsley Bugarin                                          | Natación     | 100 m braza B2 masculino         |
| Kingsley Bugarin                                          | Natación     | 200 m braza B2 masculino         |
| Kingsley Bugarin                                          | Natación     | 200 m estilos B2 masculino       |
| Jason Diederich                                           | Natación     | 100 m mariposa S10 masculino     |
| Bronce                                                    |              |                                  |
| Marsha Green                                              | Atletismo    | 400 m B2 femenino                |
| Darren Collins                                            | Atletismo    | 200 m B1 masculino               |
| Darren Collins                                            | Atletismo    | 400 m B1 masculino               |
| Jaime Romaguera                                           | Atletismo    | 100 m C5 masculino               |
| Neil Fuller                                               | Atletismo    | 100 m TS2 masculino              |
| John Lindsay                                              | Atletismo    | 400 m TW3 masculino              |
| Sam Rickard                                               | Atletismo    | 800 m B3 masculino               |
| Greg Smith                                                | Atletismo    | Maratón TW2masculino             |
| Russell Short                                             | Atletismo    | Jabalina B3 masculino            |
| Terry Giddy                                               | Atletismo    | Peso THW6 masculino              |
| Michael Hackett                                           | Atletismo    | Salto de altura J2 masculino     |
| Fabian Blattman Alan Dufty Greg Smith Vincenzo Vallelonga | Atletismo    | 4 × 400 m TW1-2 masculino        |
| Danae Sweetapple                                          | Natación     | 50 m libre B2 femenino           |
| Danae Sweetapple                                          | Natación     | 100 m espalda B2 femenino        |
| Judith Young                                              | Natación     | 100 m mariposa S10 femenino      |
| Judith Young                                              | Natación     | 200 m estilos SM10 femenino      |
| Mandy Maywood                                             | Natación     | 200 m braza B1-3 femenino        |
| Anne Currie                                               | Natación     | 50 m libre S6 femenino           |
| Tracey Oliver                                             | Natación     | 50 m libre S7 femenino           |
| Sandra Yaxley                                             | Natación     | 100 m libre S6 femenino          |
| Kieran Modra                                              | Natación     | 100 m espalda B3 masculino       |
| Kieran Modra                                              | Natación     | 200 m espalda B3 masculino       |
| Kingsley Bugarin                                          | Natación     | 50 m libre B2 masculino          |
| Brendan Burkett                                           | Natación     | 50 m libre S9 masculino          |
| Stephen Simmonds                                          | Natación     | 200 m estilos SM10 masculino     |